# Leander Modersohn
Leander Modersohn (* 6. Oktober 1980 in Vorwerk bei Bremen)  ist ein deutscher Schauspieler.

## Leben
Leander Modersohn ist der Sohn einer Malerin und eines Arztes. Er hat einen älteren Bruder, den Regisseur Timon Modersohn. Modersohns Großvater ist der Maler Christian Modersohn.
Als Violinist spielte Leander Modersohn bei Jugend- und Studenten-Ensembles, wie dem Jugendsinfonieorchester Bremen-Mitte und dem Landes-Jugend-Kammerorchester NRW. Nach dem Abitur leistete er seinen Zivildienst ab und verfolgte zunächst das Ziel, ein Violinstudium an einer Musikhochschule aufzunehmen. Während eines Filmpraktikums wurde sein Interesse für die Filmschauspielerei geweckt.
Seine Schauspielausbildung absolvierte Modersohn von 2002 bis 2005 an der Münchener Schauspielschule actors in motion. Von Oktober 2005 bis Juli 2007 war Modersohn als Tim Gerlach in der ZDF-Telenovela Wege zum Glück (vormals: Julia – Wege zum Glück) zu sehen. 
Ein 2013 aufgenommenes Studium der Psychologie an der Freien Universität beendete er 2019 mit einem Bachelor of Science (B. Sc.). 
Modersohn lebt und arbeitet in Berlin.

## Privates
Leander Modersohn ist mit der Diplom-Juristin Lara Modersohn verheiratet.

## Filmografie (Auswahl)

### Kino
- 2004: Am Rande der Nacht (Adam meets Eve) – Regie: Christoph Busche
- 2007: Die Fälscher – Regie: Stefan Ruzowitzky
- 2008: Kaiser und König – Regie: Timon Modersohn
- 2012: Oh Boy (A Coffee in Berlin) – Regie: Jan-Ole Gerster
- 2016: Neukölln Wind – Regie: Arsenny Rapoport
- 2016: Erwartungen – Regie: Sebastian Mattukat
- 2019: Hexenjagd (The Witch and the Ottoman) – Regie: Sebastian Mattukat

### Fernsehen
- 2003: Küssen verboten, Baggern erlaubt (Fernsehfilm)
- 2003: Schulmädchen , Folge 1: Größer ist besser (Fernsehserie)
- 2004: Fabrixx (Fernsehserie)
- 2005–2007: Wege zum Glück, Kapitel 13-412 (Fernsehserie)

### Fernsehauftritte
- 2004: Volle Kanne (ZDF)
- 2023: Trotha trifft (Alex Berlin)

### Kurzfilme
- 2002: The Date – Regie: Florian Schumann
- 2002: Terrain Specific – Regie: Piet Nieder
- 2002: In Your Mind – Regie: Babak Soori
- 2002: Pralinen
- 2003: Am Anfang war das Wort – Regie: Rafael Giese
- 2004: Querschläger – Regie: Luzius Rüedi
- 2004: Schlussstrich – Regie: Rüdiger Nüchtern
- 2004: Susana
- 2005: Ein romantisches Essen – Regie: Stefanie Heckl
- 2005: Red Mountain (Arbeitstitel: Mountain Goat) – Regie: Alex Nelson
- 2005: Zwei Minuten – Regie: Felix Stienz
- 2006: Der Spieler – Regie: Sebastian Mattukat
- 2006: Fragmente – Regie: Sebastian Mattukat
- 2006: Wigald – Regie: Timon Modersohn
- 2007: Rush – Regie: Sebastian Mattukat
- 2010: Was denkst Du – Regie: Simon Kaiser
- 2011: Mikrokosmos – Regie: Riza-Rocco Avsar, Yael Salomonowitz
- 2011: Drei Regeln – Regie: Christoph Brosius, Christoph Drobig
- 2012: The Rising – Regie: Sebastian Mattukat
- 2012: Das unerträgliche Angebot – Regie: Steffen Baermann
- 2013: Spreeshark
- 2014: Comtesse – Regie: Sebastian Mattukat

### Werbung
- 2011: Druckerei Spee
- 2010: Fuji 3D "City Trip" – Regie: Tim Stoffel
- 2012: Gravis Store Berlin

## Theater
- 2004: Ödön von Horváth: Kasimir und Karoline – Regie: Robert Giggenbach (actors in motion, München)
- 2008–2010: Hermann Hesse: Der Steppenwolf (Vermieter) – Regie: Gil Mehmert (Tournee-Theater Euro-Studio Landgraf, Altonaer Theater u. a.)
- 2009: Rebekka Kricheldorf: Mechanische Tiere – Regie: Jochen Strodthoff (Theater Halle 7, Inkunst e. V., München)
- 2010: David Hare: Zeitfenster – Regie: Ulrike Maack (Tournee-Theater Euro-Studio Landgraf; Hamburger Kammerspiele u. a.)
- 2012: Ödön von Horváth: Kasimir und Karoline – Regie: Ulf Dückelmann (Messehalle Freistadt)
- seit 2007: Robert Schumann: Kinderszenen (Peter Gilgen) – Regie: Andreas Peer Kähler (Kammerorchester Unter den Linden, Berlin)

## Leseaufführungen
- 2011: Erich Kästner: Die 13 Monate (Rezitator) – (Evangelische Stadtkirche, Tecklenburg)
- 2012: Temperaments In Music (Rezitator) – Musikalische Lesung mit dem Boreas Quartett Bremen (Museum für Gegenwartskunst, Siegen)

## Schriften
- Fixationsmuster-Anomalien beim Leugnen bekannter Gesichter. Der wertvolle und unwiderrufliche Moment der Gegenüberstellung. München 2019 (zugl. Bachelorarbeit FU Berlin).